# Бурка Василь Петрович
Василь Петрович Бурка (нар. 1916, село Артюхівка, тепер Роменського району Сумської області — ?) — український радянський діяч, новатор сільськогосподарського виробництва, бригадир тракторної бригади колгоспу імені Сталіна Глинського (тепер — Роменського) району Сумської області. Депутат Верховної Ради УРСР 5-го скликання.

## Біографія
Народився в бідній селянській родині. Закінчив школу фабрично-заводського навчання, здобув спеціальність механізатора.
З 1935 по 1939 рік — тракторист, бригадир тракторної бригади Волошнівської машинно-тракторної станції (МТС) Глинського району Сумської області.
З 1939 по 1946 рік — в Червоній армії, учасник німецько-радянської війни з 1941 року. Служив командиром гармати 3-ї батареї 1-го дивізіону 351-го зенітного артилерійського полку Ленінградського фронту, потім був гарматним майстром.
Член ВКП(б).
З кінця 1940-х років — бригадир тракторної бригади Волошнівської машинно-тракторної станції (МТС) Глинського району Сумської області.
З 1958 року — бригадир тракторної бригади колгоспу імені Сталіна («Дружба») села Артюхівки Глинського (тепер — Роменського) району Сумської області.

## Звання
- молодший сержант

## Нагороди
- орден Трудового Червоного Прапора (26.02.1958)
- орден Червоної Зірки (30.04.1942)
- медалі